# 2013年8月貝魯特爆炸案
2013年8月貝魯特爆炸案是2013年8月15日時，一枚安置於黎巴嫩貝魯特的汽車炸彈爆炸並且殺死27人造成超過200人受傷，汽車炸彈的目的是真主黨的據點。根據報導表示這是自1985年藉由卡車炸彈企圖暗殺什葉派最高神職人員穆罕默德·侯塞因·法德拉拉後，被視為「貝魯特南部最為嚴重的爆炸」 。伊斯蘭組織阿伊莎·乌玛·埃米尔（Aisha Um al-Mumineen）發動這起爆炸，在他們的聲明中指責組真主黨和哈桑·納斯魯拉是伊朗特工、並威脅發動更多的襲擊，然而內政部部長馬爾萬·沙伯和其他政客指責是以色列發動攻擊。